# Aphanopus mikhailini
Aphanopus mikhailini és una espècie de peix pertanyent a la família dels triquiúrids.

## Descripció
- Pot arribar a fer 90 cm de llargària màxima.
- És de color negre rogenc amb un matís iridescent. L'interior de la boca i de les cavitats branquials és negre.
- 42-45 espines i 61-66 radis tous a l'aleta dorsal i 2 espines i 51-57 radis tous a l'anal.
- 111-117 vèrtebres.
- Absència d'aletes pèlviques en els adults (tot i que presents en els joves sota la forma d'una única espina).[5][6]

## Hàbitat
És un peix marí i bentopelàgic que viu entre 905 i 2.000 m de fondària (23°S-39°S, 54°W-84°E) al talús continental i les elevacions submarines.

## Distribució geogràfica
Es troba a l'Atlàntic sud-oriental (Namíbia), l'Atlàntic sud-occidental (l'Argentina), l'Índic i el Pacífic occidental (el sud-est d'Austràlia i l'illa del Nord -Nova Zelanda-).

## Observacions
És inofensiu per als humans.